# Josef Vaněk (architekt)
Josef Miroslav Vaněk (20. října 1932, Březové – 7. dubna 1999, Šumperk) byl český architekt, projektant a zedník. Jeho nejslavnějším výtvorem je rodinný dům typu V, lidově nazvaný šumperák.

## Životopis

### Mládí
Josef Vaněk se narodil v Březové u Olomouce do zemědělské rodiny. Jeho otcem byl Josef Vaněk a matkou Růžena Vaňková. Měl tři sourozence: Růženu, Jaroslavu a Libuši. Nastoupil do baťových závodů ve Zlíně (tehdejším Gottwaldově), kde se roku 1949 vyučil zedníkem. Roku 1951 absolvoval i Nižší průmyslovou školu stavební ve Zlíně. Poté působil jako konstruktér a později projektant při Ministerstvu lehkého průmyslu.

### Kariéra
O rok později začal pracovat jako projektant na volné noze a nastoupil do dvouleté vojenské služby. Během ní však stále projektoval a např. dozoroval nad stavbou sportovního stadionu v Rokytnici v Orlických horách. Mezi lety 1955–1956 byl zaměstnán jako projektant ve zlínském Agrostavu, ale kvůli nedostatku bytů se v roce 1956 přestěhoval do Šumperka, kde nastoupil do Okresního stavebního podniku. Zde pracoval 15 let.
Během práce v OSP začal Vaněk studovat. V roce 1963 složil maturitní zkoušku na šumperské Střední všeobecně vzdělávací škole, kterou večerně studoval. Přihlásil se i na Vysokou školu pozemního stavitelství v Brně, avšak pro vytíženost studium nedokončil. Roku 1969 odmaturoval na Střední průmyslové škole stavební v Šumperku. V květnu 1971 odešel z OSP.

### Po sametové revoluci
Roku 1992 začal podnikat a založil vlastní projekční firmu. Až do své smrti byl aktivní. Zemřel 9. dubna 1999 v Šumperku.

## Šumperák

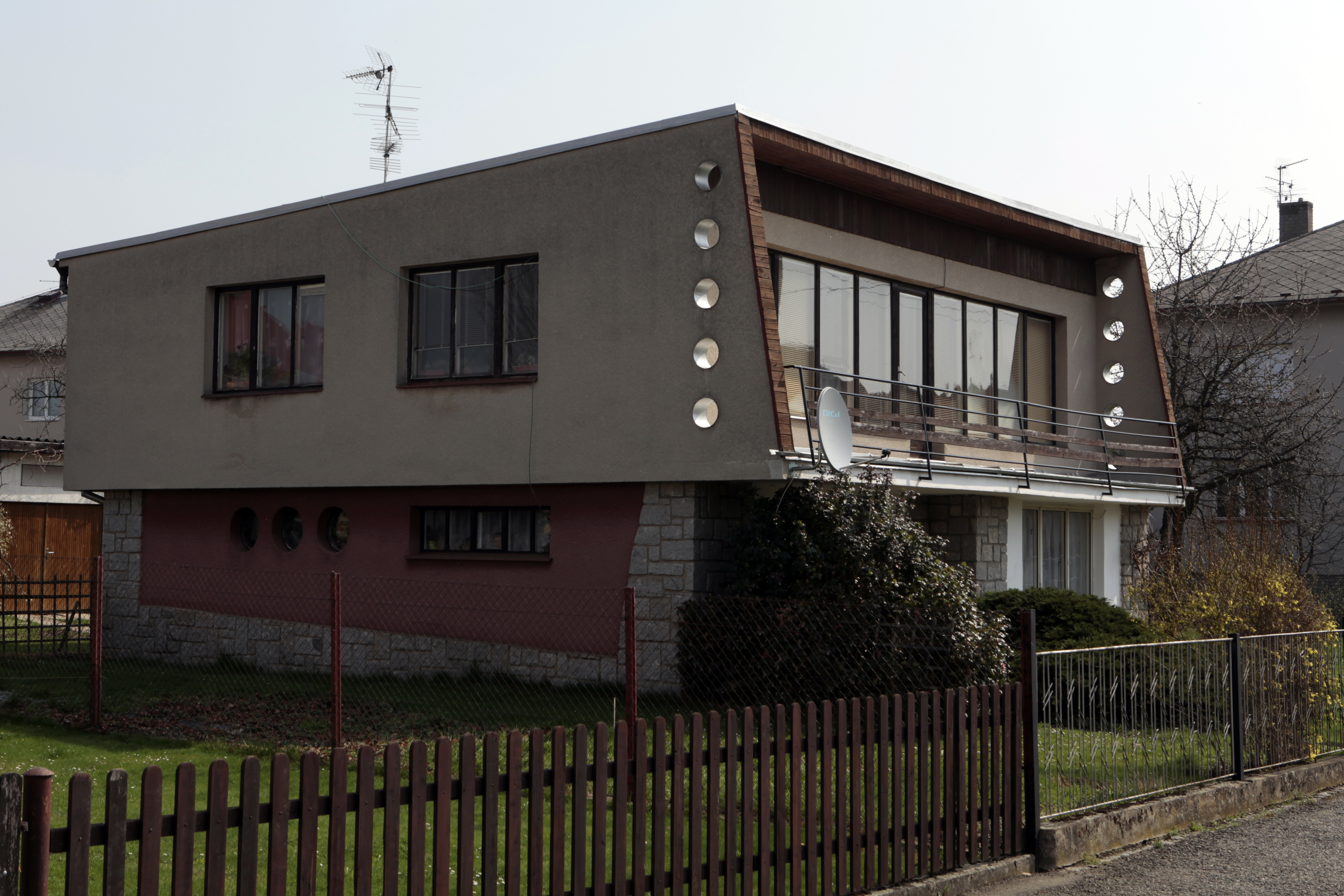
Šumperák podle původních plánů

Projekt rodinných domů Vaňka zajímal již od počátku šedesátých let. První dva domy byly postaveny v Rapotíně. Třetí, nejslavnější, byl postaven přímo v Šumperku pro budoucího ředitele šumperské nemocnice Arneho Všetečku.
Vaněk se podle fotografa a historika Tomáše Pospěcha inspiroval prací Vladimíra Kalivody v Litovli, kde byly podobné domy postavené již začátkem šedesátých let. Rodinný dům typu V se stal senzací, Vaněk rozšířil projekt na pět různých variant a po roce 1970 bylo těchto staveb po Československu realizováno několik tisíc. Sám architekt svému projektu pomáhal a nechal si natisknout brožury. Pomocí nich si pak mohli objednat třicetistránkovou projektovou dokumentaci. Byl však obviněn z nedovoleného podnikání, na což reagoval téměř dvousetstránkovou obhajobou. Nakonec nebyl odsouzen, ale jeho propagace musela ustat.
Po sametové revoluci jejich stavba přestala, avšak stále je jich na území České republiky přes 5000.

## Dílo
- Dům "Na Hradbách", Šumperk, 50. léta (zde Vaněk i bydlel - dům z roku 1937 přestavěl několikrát)
- Podniková budova OSP, Šumperk, 1960
- Horská rekreační chata Skřítek, Rudoltice, 1965
- Městská sauna, Šumperk, 1967
- Rekonstrukce kina Svět, Šumperk
- Penzion Vaněk, Ludvíkov ve Velkých Losinách, 1993

## Rodina
V roce 1953, tedy ještě během svého pobytu na vojně, se oženil s Jarmilou Kubovou. S ní měl dvě děti, dceru Jaroslavu (provdanou Kozákovou) a syna Miloslava.